# Brusnik (Srbac)
Pour les articles homonymes, voir Brusnik.
Brusnik (en serbe cyrillique : Брусник) est un village de Bosnie-Herzégovine. Il est situé dans la municipalité de Srbac et dans la république serbe de Bosnie. Selon les premiers résultats du recensement bosnien de 2013, il compte 100 habitants.

## Démographie

### Évolution historique de la population dans la localité
| 1948 | 1953 | 1961 | 1971 | 1981 | 1991 | 2013 |
| ---- | ---- | ---- | ---- | ---- | ---- | ---- |
| 160  | 162  | 188  | 189  | 174  | 176  | 100  |

|  |